# Akoupé
Akoupé – miasto i gmina w południowo-wschodniej części Wybrzeża Kości Słoniowej, w Dystrykcie Lagunes. Według spisu z 2014 roku miasto liczy 26,7 tys. mieszkańców.